# Darney (cráter)

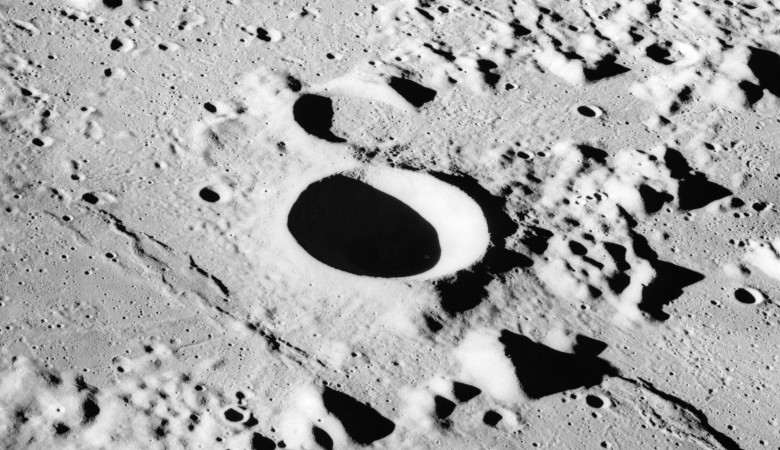
Fotografía de la misión Apolo 16

Darney es un pequeño cráter de impacto que se encuentra en la región de la Luna donde el Mare Nubium se une al Oceanus Procellarum. Al sur se encuentra el cráter inundado de lava Lubiniezky. El borde sur de Darney se une a una serie de crestas bajas que se extienden hacia el sudoeste.
Se trata de un elemento en forma de cuenco con una pequeña plataforma interior en su punto medio, limitada por las paredes internas inclinadas. El cráter tiene un albedo relativamente alto en comparación con el del mare lunar más oscuro que lo rodea. Se halla en el centro de un pequeño sistema de marcas radiales que se extiende a lo largo de 110 kilómetros.

## Cráteres satélite
Por convención estos elementos son identificados en los mapas lunares poniendo la letra en el lado del punto medio del cráter que está más cerca de Darney.
|        | \| Darney \| Coordenadas \| Diámetro \| \| ------ \| ------------------------------ \| -------- \| \| B \| 14°48′S 26°24′O / -14.8, -26.4 \| 4 km \| \| C \| 14°06′S 26°00′O / -14.1, -26.0 \| 13 km \| \| D \| 14°30′S 27°00′O / -14.5, -27.0 \| 6 km \| \| E \| 12°24′S 25°24′O / -12.4, -25.4 \| 4 km \| \| F \| 13°18′S 26°24′O / -13.3, -26.4 \| 4 km \| \| J \| 14°18′S 21°24′O / -14.3, -21.4 \| 7 km \| |          |
| Darney | Coordenadas | Diámetro |
| B      | 14°48′S 26°24′O / -14.8, -26.4 | 4 km     |
| C      | 14°06′S 26°00′O / -14.1, -26.0 | 13 km    |
| D      | 14°30′S 27°00′O / -14.5, -27.0 | 6 km     |
| E      | 12°24′S 25°24′O / -12.4, -25.4 | 4 km     |
| F      | 13°18′S 26°24′O / -13.3, -26.4 | 4 km     |
| J      | 14°18′S 21°24′O / -14.3, -21.4 | 7 km     |